# Хироно, Мэйзи
Мэйзи Хироно (англ. Mazie Hirono, яп. 広野 慶子, Хироно Кэйко; род. 3 ноября 1947, Кори, Фукусима, Япония) — американский юрист и политик, занимающий пост младшего сенатора США от Гавайев с 2013. Член Демократической партии. Хироно была членом Палаты представителей Гавайев с 1981 по 1995 год и девятым вице-губернатором Гавайев с 1994 по 2002 год при Бене Каэтано. Кандидатка от Демократической партии на пост губернатора Гавайев в 2002 году Хироно потерпела поражение от республиканца Линды Лингл. С 2007 по 2013 год она была членом Палаты представителей США от 2-го избирательного округа Гавайев. Хироно — первая избранная женщина-сенатор от Гавайев, первая американка азиатского происхождения, избранная в Сенат, первый сенатор США, родившийся в Японии, и первый сенатор-буддист в стране. Она считает себя непрактикующим буддистом, и ее часто цитируют вместе с Хэнком Джонсоном как первого буддиста, служившего в Конгрессе США. Она также является третьей женщиной, избранной в Конгресс от Гавайев (после Пэтси Минк и Пэт Сайки).
В 2012 году Хироно был кандидатом от Демократической партии на место в Сенате США, освободившееся в связи с уходом на пенсию Дэниела Акака. Хироно выиграл выборы, победив Лингл с большим перевесом голосов, 63% против 37%. Она была приведена к присяге 3 января 2013 года вице-президентом Джо Байденом. Хироно был единственным человеком азиатского происхождения, работавшим в Сенате США с 2013 по 2017 год, когда сенаторы Тэмми Дакворт и Камала Харрис были приведены к присяге, представляя Иллинойс и Калифорнию соответственно. Хотя Брайан Шац вошел в Сенат за неделю до Хироно, после смерти Дэниела Иноуэ, что сделало его старшим сенатором Гавайев, три срока Хироно в Палате представителей США сделали ее деканом или самым продолжительным членом делегации Гавайев в Конгрессе.

## Биография
Мэйзи Хироно родилась 3 ноября 1947 года в префектуре Фукусима, в Японии. Хотя она родилась в Японии, её мать была американской гражданкой. В 1955 году Мэйзи с матерью и братом переехали в США и поселились в Гонолулу. Здесь Мэйзи окончила школу и поступила в Гавайский университет, который окончила в 1970 году, получив степень бакалавра психологии. Позже она поступила в Центр Юриспруденции Джорджтаунского университета, где в 1978 году получила учёную степень доктора юриспруденции. После этого она вернулась на Гавайи, где начала юридическую практику.

## Политическая карьера
После избрания в парламент штата в 1980 году (где она переизбиралась несколько раз до 1994 года), в 1994 году Хироно была избрана вице-губернатором штата (вступила в должность 2 декабря 1994 года). В 1998 году она была переизбрана на этом посту, где проработала до декабря 2002 года.
В 2002 году Хироно была кандидатом в губернаторы штата Гавайи, но проиграла выборы кандидату от Республиканской партии.
В ноябре 2006 года Хироно была избрана в Палату представителей США от 2-го избирательного округа Гавайев. Дважды (в 2008 и в 2010 годах) переизбиралась на этот пост.
В ноябре 2012 года Мэйзи Хироно была избрана в Сенат США от Гавайев. Вступила в должность в январе 2013 года. Является членом нескольких постоянных сенатских комиссий (по делам вооружённых сил, по делам ветеранов и по делам окружающей среды). С 3 января 2015 года член Комитета США по вооружённым силам.